# هوبره قهوه‌ای کوچک
هوبره قهوه‌ای کوچک (نام علمی: Eupodotis humilis) نام یک گونه از سرده هوبره‌های ساوانا است.